# Llorenç Delcasso
Denis Llorenç Delcasso (Sant Pere dels Forcats, 18 de desembre del 1739 - La Cabanassa, ?) va ser un religiós nord-català secularitzat que fou elegit diputat a la Primera República Francesa.

## Biografia
Laurent Delcasso seguí els estudis eclesiàstics i es doctorà en teologia. Era jutge de pau i rector de Montlluís quan, el 4 de setembre del 1792, va ser elegit primer diputat suplent del departament dels Pirineus Orientals a la Convenció (per 23 vots sobre 153 d'emesos). La condemna a mort del titular Joan Bonaventura Birotteau li permeté d'ocupar el seu lloc. Es casà al cap de poc. L'agost del 1793, el seu coneixement del terreny de la Perxa, on tenia propietats, li permeteren assessorar Josep Cassanyes i el general Dagobert en la batalla del coll de la Perxa. El 12 de maig del 1794 presentà una carta al Comitè de Salvació Pública, coincident amb una memòria similar del general Dugommier, que demanava l'annexió de Catalunya o, si més no, de la Baixa Cerdanya. Creia que els francesos es podien aprofitar de la tradicional animadversió entre castellans i catalans, i proposava de guanyar-se aquests darrers mitjançant l'ús del català i el record de les guerres passades entre uns i altres. La qüestió, però, es complicà quan es començà a debatre  el concepte dels aiguavessants, i de si no era més natural passar la Vall d'Aran a dominació francesa a canvi de traspassar l'Alta Cerdanya als espanyols; a la fi, res no se'n seguí. El 13 d'octubre del 1795 va ser elegit pel Consell dels Cinc-cents, d'on formà part fins que el 16 de maig del 1797 va ser nomenat "caissier de la Monnaie" de Perpinyà. No havent pres possessió d'aquest càrrec, sembla que pel rebuig popular a un (ex)sacerdot casat, l'1 de març del 1798 hom el reemplaçà per Francesc Bonaventura Aragó, pare dels quatre germans Aragó, un dels quals també esdevindria "caissier" de Perpinyà posteriorment.
La Cabanassa i Sant Pere dels Forcats li han dedicat sengles carrers.